# Уље јојобе
Уље јојобе је течност добијена из семена жбунасте биљке Simmondsia chinensis (јојоба) која је пореклом из јужне Аризоне, јужне Калифорније и северозападног Мексика. Семе јојобе се састоји од 50% (тежинских) уља јојобе. Изрази „уље јојобе“ и „јојоба восак“ се често користе као синоними, јер восак изгледа као мобилно уље. Међутим, восак је састављен скоро у потпуности ( ~ 97%) од моно-естара масних киселина дугог ланца и алкохола, а само мали део чине триациглицеридни естри. Овакав састав даје му велику стабилност, дужи рок трајања и отпорност на високе температуре у поређењу са правим биљним уљима.

## Историја
Амерички домородци су екстраховали уље из семена јојобе за лечење рана. Прикупљање и обрада семена који се могу наћи у природи означио је почетак припитомљавања јојобе ране 1970. године.
1943. године, природни ресурси Сједињених Америчких Држава, укључујући и уље јојобе, коришћени су за време рата као адитиви за моторна уља, уља за мењаче и диференцијалне зупчанике. Митраљези су подмазивани и одржавани са јојобом.

## Изглед
Нерафинисано уље јојобе појављује се као бистра, златна течност на собној температури са благим карактеристичним мирисом. Рафинисано уље јојобе је без боје и мириса. Тачка топљења уља јојобе је око 10°C а јодни број приближно 80. Уље јојобе има дужи рок трајања у односу на друга биљна уља, јер садржи мање трицилглицерида за разлику од других биљних уља као што су уље из семена грожђа и кокосово уље. Индекс оксидативне стабилности је приближно 60, што значи да има дужи рок трајања од шафрановог уља, репиног уља, бадемовог уља и сквалена, али мањи од рицинусовог уља и кокосовог уља.